# SN 1997bi
SN 1997bi – supernowa odkryta 9 marca 1997 roku w galaktyce A101128-1312. W momencie odkrycia miała maksymalną jasność 23,30m.